# Chromosom 14 (Mensch)

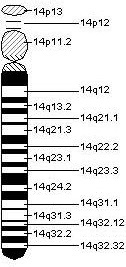
Idiogramm des menschlichen Chromosoms 14

Chromosom 14 ist eines von 23 Chromosomen-Paaren des Menschen. Ein normaler Mensch hat in den meisten seiner Zellen zwei weitgehend identische Kopien dieses Chromosoms. Das Chromosom 14 ist ein akrozentrisches Chromosom, das heißt, es hat ein endständiges Zentromer.

Schema eines akrozentrischen und eines metazentrischen Metaphasechromosoms

## Entschlüsselung des Chromosoms 14
Das Chromosom 14 besteht aus 106 Millionen Basenpaaren. Ein Basenpaar ist die kleinste Informationseinheit der DNA. Das Chromosom 14 enthält etwa 3 bis 3,5 % der gesamten DNA einer menschlichen Zelle. Die Identifizierung der Gene auf diesem Chromosom ist der Teil eines laufenden Prozesses zur Entschlüsselung des menschlichen Erbgutes. Auf dem Chromosom 14 befinden sich zwischen 700 und 1300 Gene. Bisher sind 662 davon bekannt.

## Bekannte Gene auf dem Chromosom 14
Das Chromosom 14 enthält unter anderem folgende Gene:
- PSEN1: Präsenilin 1
- Neuroglobin
- PKB: Proteinkinase B
- HIF: Hypoxie-induzierter Faktor
- SRP 54: Signal Recognition Particle 54 kDa

## Medizinische Bedeutung

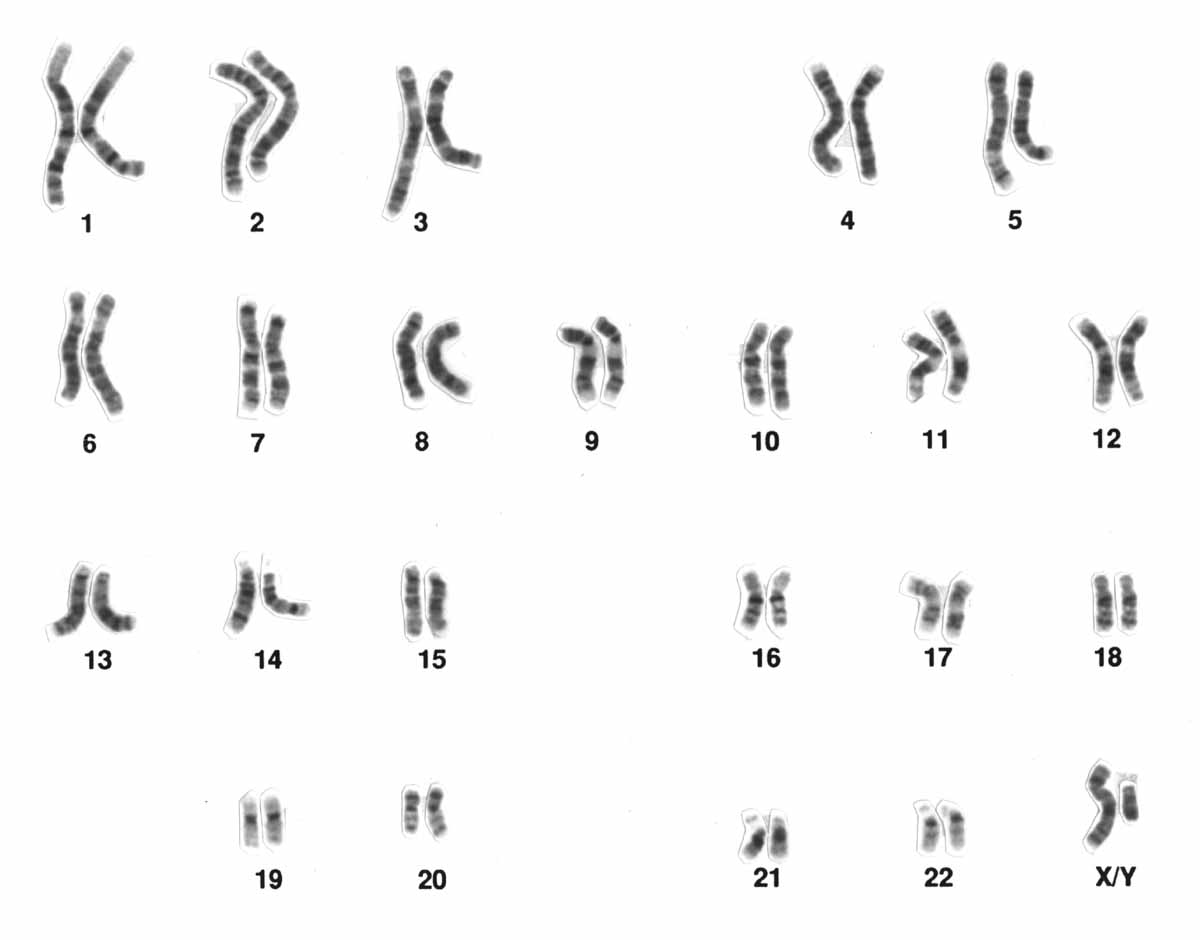
Die 46 Chromosomen des Menschen

Mit den auf dem Chromosom 14 befindlichen Genen werden folgende genetisch bedingte Krankheiten oder Symptome in Verbindung gebracht. Dies sind unter anderem:
- Alpha-1-Antitrypsinmangel
- Alzheimer-Krankheit Typ 3
- Burkitt-Lymphom
- Follikuläres Lymphom
- Machado-Joseph-Krankheit
- Morbus Hers
- Morbus Krabbe
- Multiples Myelom
- Niemann-Pick-Krankheit
- Segawa-Syndrom
- Senile Plaques
- Trisomie 14
- Walker-Warburg-Syndrom
- Okulopharyngeale Muskeldystrophie[4]